# Arborimus pomo
Arborimus pomo é uma espécie de roedor da família Cricetidae.
Apenas pode ser encontrada nos Estados Unidos da América.
O seu habitat natural é: florestas temperadas.